# Relations entre la Grèce et la Lituanie
La Grèce et la Lituanie entretiennent des relations diplomatiques. Ces deux pays sont membres de l'Organisation pour la sécurité et la coopération en Europe, de l'Organisation du traité de l'Atlantique nord (OTAN) et de l'Union européenne.

## Liens diplomatiques
La Grèce a reconnu l'État lituanien le 23 mai 1922, et les relations entre les deux pays ont été restaurées le 7 janvier 1992, à la suite de l'indépendance de la Lituanie vis-à-vis de l'URSS. La Grèce n'a jamais reconnu l'annexion des États baltes par l'URSS.
La Lituanie possède une ambassade à Athènes depuis 1997 ainsi qu'un consulat honoraire à Thessalonique. 
La Grèce possède une ambassade à Vilnius depuis 2005.

## Visites d'État
Le Président lituanien Algirdas Brazauskas a visité la Grèce en février 1997.
Le Ministre des affaires étrangères lituanien Petras Vaitiekūnas a visité Athènes le 2 juillet 2007.
Le Premier ministre lituanien Gediminas Kirkilas a visité Athènes en septembre 2008.